# Loma de Chapultepec
Loma de Chapultepec är en ort i Mexiko, tillhörande kommunen Nicolás Romero i delstaten Mexiko. Loma de Chapultepec ligger i den centrala delen av landet och tillhör Mexico Citys storstadsområde. Orten hade 812 invånare vid folkmätningen 2010.